# Rusínofilství
Rusínofilství (rusínsky Русинофилство) je označení pro osoby (většinou rusínského původu), které věří že rusínský jazyk a kultura je odlišná od ostatních slovanských národů a uznávají Rusíny jako samostatný národ. Rusínofilství je jedním ze tří hlavních nacionalistických směrů v rámci rusínské inteligence, vedle rusofilství a ukrajinofilství. Historicky se jednalo o nejméně rozšířený proud, který svého vrcholu dosáhl během okupace Podkarpatské Rusi Maďarským královstvím. 
Pojem rusínofilství vznikl v 90. letech 19. století, tehdy jako alternativa k populárnímu rusofilství, které dominovalo rusínskému národnímu obrození. Tehdy se ale jednalo o úzký okruh buditelů, kteří podporovali vznik rusínského literárního jazyka a rozvoj kultury a literatury. Rusínofily slučoval časopis Nauka vydávaný od roku 1897. Mezi přední rusínofily patřil řeckokatolický kněz Augustin Vološin, historik a etnograf Jurij Žatkovič, bibliograf Hijador Strypský, novinář Michal Vrabel a další.